# Ourthe (département)
 (novembre 2012).
Pour les articles homonymes, voir Ourthe.
1795–1814
Entités précédentes :
- Principauté de Liège
- Principauté de Stavelot-Malmedy
- Pays-Bas autrichiens
- Duché de Limbourg

Entités suivantes :
- Royaume des Pays-Bas :
- (Province de Liège)

L'Ourthe ou Ourte est un ancien département français, créé en 1795 et dissous en 1814.

## Toponymie
Le département est nommé d'après la rivière Ourthe.

## Histoire
Le département est officiellement créé le 1er octobre 1795, à la suite d'un vote populaire organisé dans le Pays de Liège le 17 février 1793. Ce département regroupe des territoires issus de diverses entités politiques, notamment la principauté de Liège, la principauté de Stavelot-Malmedy et certaines régions des Pays-Bas autrichiens, incluant des portions des duchés de Limbourg et de Luxembourg. La création de ce département symbolise l'intégration de ces territoires dans le cadre administratif français, marquant un tournant dans leur histoire politique et administrative. Il lui a été attribué le numéro 96 dans la liste des 130 départements français de 1811.
Il est dissous en 1814.
Le département de l'Ourthe correspond approximativement au territoire d'une des provinces de Belgique, la province de Liège, mais s'étend plus à l'est que celle-ci, dans l'Allemagne actuelle, jusqu'à Schleiden et Kronenburg (de), avec des enclaves dans le département de la Sarre (Schüller, Steffeln, Dhom). Son chef-lieu est Liège.

## Administration
Au 29 janvier 1802 (9 pluviôse an X), le département est divisé en trois arrondissements :
- Arrondissement de Liège
  - Cantons de : Dalhem, Fléron, Glons, Herve, Hollogne-aux-Pierres, Liège (quatre cantons), Louveigné, Seraing et Waremme.
- Arrondissement de Huy
  - Cantons de : Avennes, Bodegnée, Ferrières, Héron, Huy, Landen et Nandrin.
- Arrondissement de Malmedy
  - Cantons de : Aubel, Cronenburg (actuellement en Allemagne), Eupen (Neaux), Limbourg, Malmedy, Saint-Vith, Schleiden (actuellement en Allemagne), Stavelot, Theux, Verviers et Viel-Salm.

Les départements conquis étaient soumis aux mêmes règles administratives que les autres départements français. Dans les traitements postaux, on utilisait notamment des marques postales linéaires avec numéro de département. Pour l'Ourthe, le numéro de département était 96.

### Liste des préfets

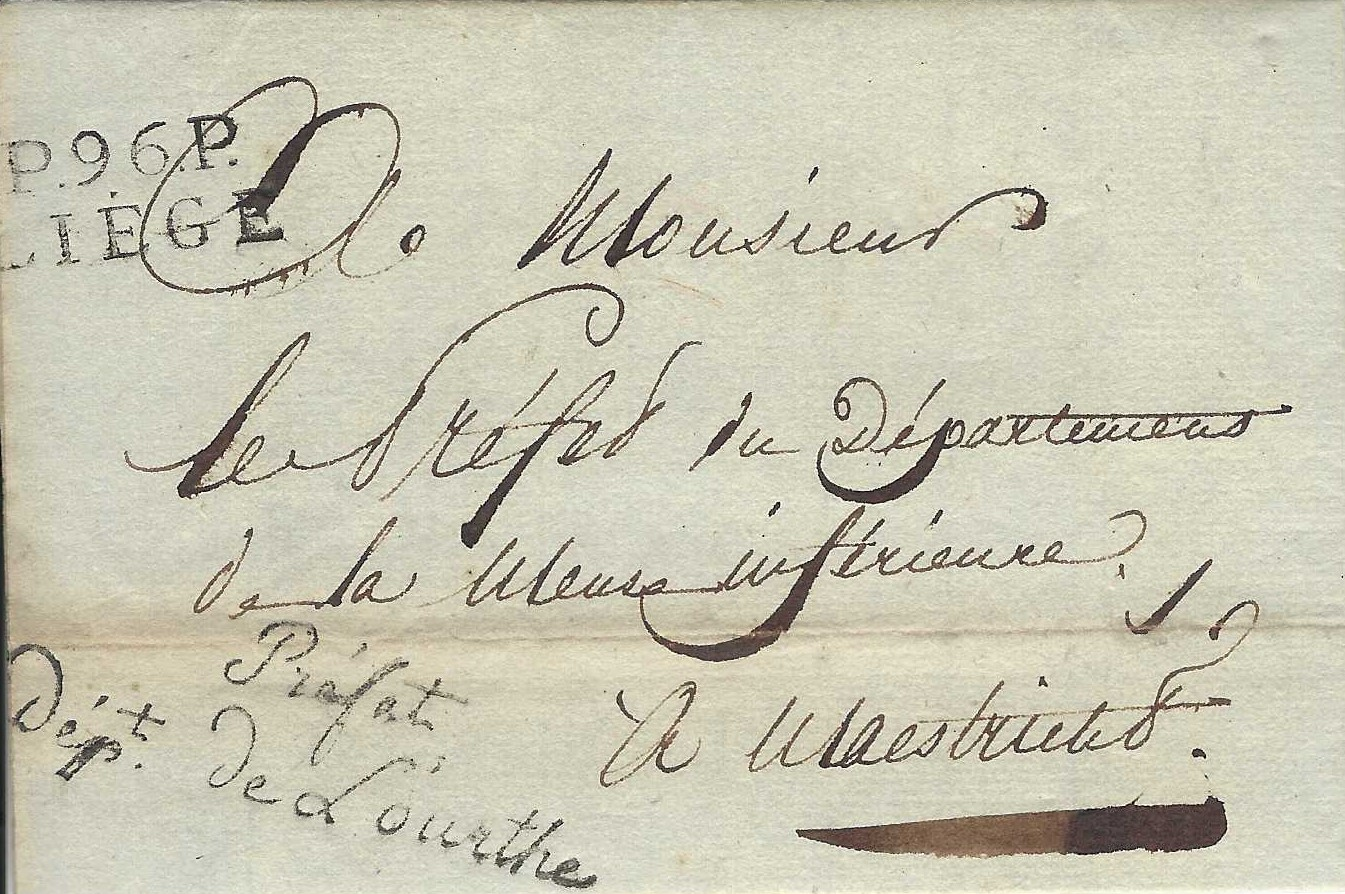
Lettre du 20 juin 1807 portant le cachet de franchise du préfet de l'Ourthe

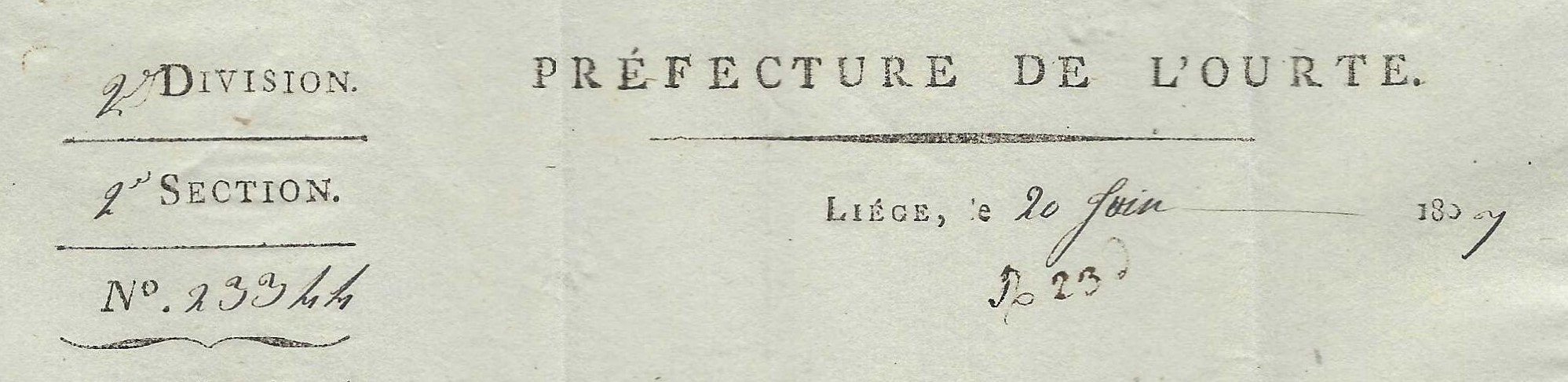
1807 06 20 Liege Maestricht 4

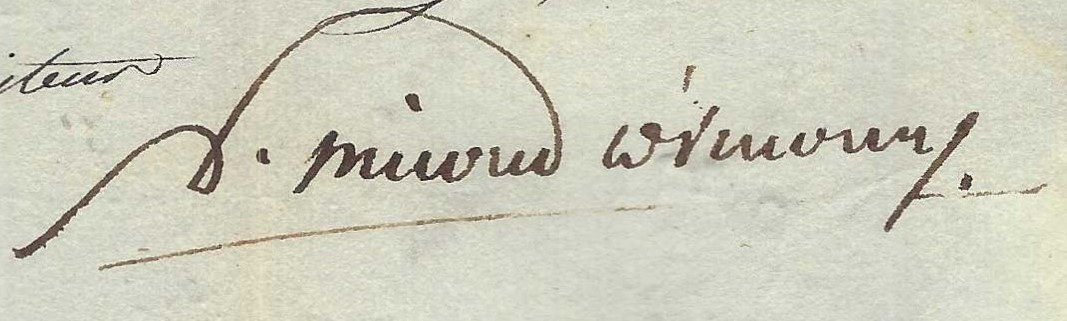
1808 05 10 Liege Bruxelles signature

| Période            | Période | Identité                        | Fonction précédente                             | Observation |
| ------------------ | ------- | ------------------------------- | ----------------------------------------------- | --- |
| 11 ventôse an VIII | 1806    | Antoine Desmousseaux de Givré   | Membre du Tribunat (1800)                       | Préfet de la Haute-Garonne (1806-1813) Préfet de l'Escaut (1813-1814) Représentant d'Eure-et-Loir à la Chambre des Cent-Jours |
| 7 avril 1806       | 1814    | Charles Emmanuel Micoud d'Umons | Ancien ordonnateur de la marine et des colonies | Préfet de l'Aisne (Cent-Jours)                                                                                                |

### Préfecture de l'Ourthe

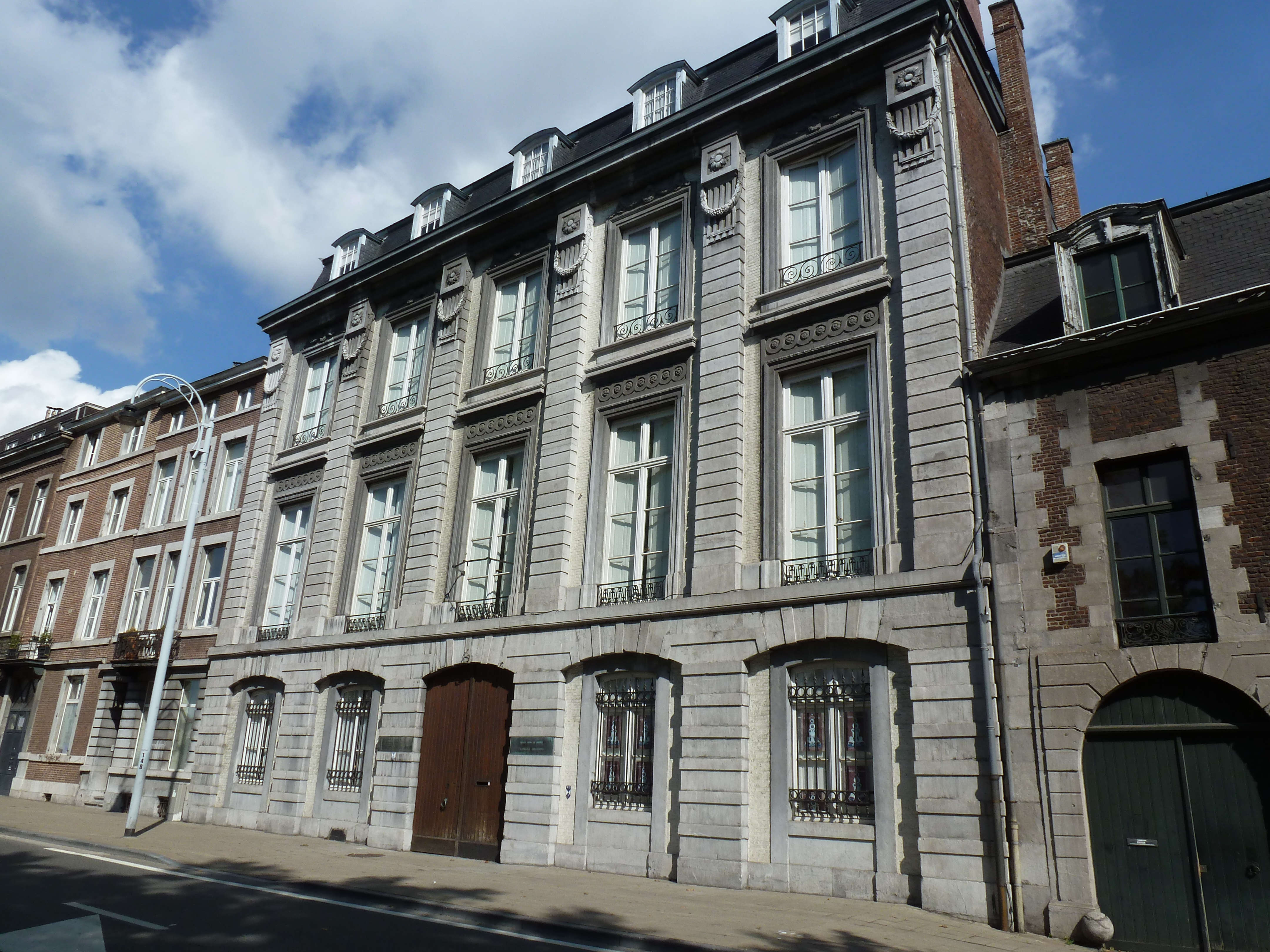
L'hôtel de Hayme de Bomal, préfecture de l'ancien département de l'Ourthe.

Passeport de la mairie d'Olne, arrondissement de Malmedy, département de l'« Ourte ».

En 1800, la préfecture s'installe à Liège dans l'hôtel de Hayme de Bomal.